# Julian Kudala
Julian Kudala (* 18. Januar 2002 in Regensburg) ist ein deutscher Fußballspieler. Seit 2023 steht er beim SSV Ulm 1846 unter Vertrag.

## Sportlicher Werdegang
Kudala entstammt der Jugend des SSV Jahn Regensburg. 2017 wechselte er in den Nachwuchsbereich des FC Augsburg, wo er im B- und A-Jugendbereich spielte. 2020 zog er zur A-Jugend des VfB Stuttgart weiter. Hier debütierte er später in der Reservemannschaft, die in der viertklassigen Regionalliga Südwest antrat. In der Spielzeit 2021/22 war er dort über weitere Strecken Stammspieler und bestritt 30 der 36 Saisonspiele, dem sowohl defensiv wie offensive eingesetzten Außenbahnspieler gelangen dabei fünf Saisontreffer. In der folgenden Spielzeit gelangen ihm vier Tore bei 27 Saisonspielen.
Im Sommer 2023 wechselte Kudala zum vormaligen Ligakonkurrenten SSV Ulm 1846 Fußball, der in die dritte Liga aufgestiegen war, und unterzeichnete bei den „Spatzen“ einen bis Sommer 2026 gültigen Vertrag. Zunächst schwankte er zwischen Ersatzbank im Spieltagskader und Tribüne, ehe er am 30. September des Jahres als Einwechselspieler für Dennis Chessa bei der 0:4-Auswärtsniederlage beim FC Ingolstadt 04 im Profifußball debütierte. Im weiteren Saisonverlauf kam er unter Trainer Thomas Wörle unregelmäßig als Einwechselspieler zum Einsatz, am Ende der Spielzeit stieg er mit dem Klub in die 2. Bundesliga auf. Nachdem er bis Ende Januar 2025 in der Zweitliga-Spielzeit 2024/25 ohne Einsatz geblieben war, wechselte er um Spielpraxis zu bekommen für den Rest der laufenden Saison auf Leihbasis zum 1. FC Schweinfurt 05 in die viertklassige Regionalliga Bayern. Verletzungsbedingt kam er jedoch kaum zum Einsatz. Zum Gewinn der mit dem Drittligaaufstieg verbundenen Regionalligameisterschaft am Ende der Spielzeit 2024/25 trug er nur mit drei Spieleinsätzen bei, keiner dauerte über 90 Spielminuten. Nach Saisonende verabschiedete ihn daher der Klub neben Leihspieler Lukas Schneller und Akteuren am Ende der Vertragslaufzeit.

## Erfolge
- Meister der Regionalliga Bayern 2025 und Aufstieg in die 3. Liga (mit dem 1. FC Schweinfurt 05)